# Biblioteca de la Universidad de Deusto
El Centro de Recursos para el Aprendizaje y la Investigación-CRAI, más conocida como Biblioteca de la Universidad de Deusto, es un servicio perteneciente a la universidad homónima ubicado en la zona de  Abandoibarra de Bilbao en el País Vasco (España).
Considerada como la nueva biblioteca de la universidad, en sustitución a la antigua ya clausurada, no se trata simplemente de una biblioteca al uso, ya que ofrece a alumnos, exalumnos y profesores servicios adicionales, como la prestación de ordenadores portátiles, la utilización de salas de trabajo en grupo e investigación y un servicio de comedor, entre otros.
Estas instalaciones, inauguradas el 27 de enero de 2009, se hallan en un edificio relevante proyectado por el arquitecto Rafael Moneo, que forma parte de la urbanización del centro de Bilbao junto al Museo Guggenheim y el Palacio Euskalduna.

## Concepción
La nueva Biblioteca-CRAI está concebida como Centro de Recursos para el Aprendizaje y la Investigación, como lugar para la formación continua y de encuentro universitario y cultural, que teniendo presente su historia, mira hacia el futuro, proporcionando acceso a los recursos de información necesarios para la Comunidad Universitaria de Deusto, profesores e investigadores de todo el mundo, así como a instituciones y empresas.

## Nuevo edificio
El nuevo edificio, proyectado por el arquitecto Rafael Moneo, fue inaugurado el 27 de enero de 2009 y vino a sustituir a las antiguas dependencias de la universidad, ya con nuevos y diferentes usos. Está ubicado en el centro de Abandoibarra, junto al Paraninfo de la Universidad del País Vasco del arquitecto Álvaro Siza. Flanqueado por la Torre Iberdrola y junto al Museo Guggenheim, enlaza con la propia Universidad de Deusto a través de la pasarela Pedro Arrupe, que conecta ambos lados de la Ría.

### Problemática con la fachada
El edificio que el arquitecto Rafael Moneo diseñó en Abandoibarra para albergar el 1.000.000 de libros que forma parte del patrimonio cultural de la Universidad de Deusto sufrió un deterioro en su fachada exterior, presentando daños y desconchones. La entidad acometió en el verano de 2016, solo siete años después de su apertura, distintas medidas preventivas tras el desprendimiento de dos losetas de cristal de 7,5 kilos cada una, viéndose obligada a retirar otras 58 piezas ante el riesgo de desplomes. En julio de dicho año se produjo una reunión con el equipo de Moneo para «evaluar los daños y a partir de ahí tomar las medidas oportunas».
Finalmente, el centro educativo inició la reforma integral de la fachada a principios de mayo de 2018, prolongándose su ejecución hasta noviembre. La actuación arrancó simultáneamente por distintas partes del emblemático edificio, interviniéndose las cuatro fachadas de la biblioteca.

## Fondo bibliográfico

### Las Colecciones

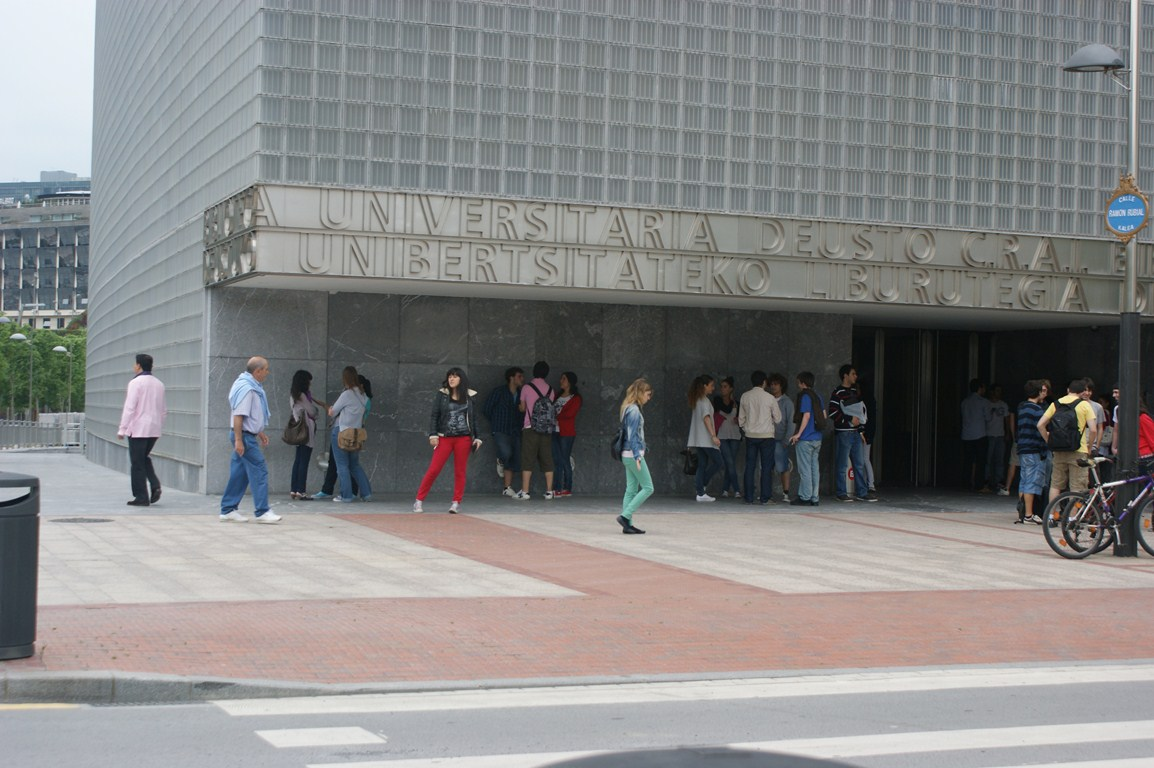
Acceso a la biblioteca.

La Biblioteca de la Universidad de Deusto, fundada en 1886, contiene cerca de 1.000.000 volúmenes impresos y una amplia colección de recursos electrónicos. El fondo documental, multidisciplinar, está formado, principalmente, por aquellas materias que se imparten en la Universidad, en los Campus de Bilbao y de San Sebastián.

#### Colección de libre acceso
- Monografías: reúne las publicaciones recientes así como bibliografías recomendadas en las diferentes asignaturas.
- Publicaciones periódicas: alberga los últimos años de las publicaciones periódicas que se reciben en la actualidad.
- Colección de referencia: obras de referencia (enciclopedias, diccionarios,...), distribuidas en las Salas de Lectura y la Sala de Referencia, y obras actualizadas mediante puestas al día, en las Salas de Lectura.
- Recursos Electrónicos: Bases de datos, revistas y libros electrónicos.
- Colección Audiovisual: la Mediateca reúne los fondos audiovisuales y otros materiales no librarios en diferentes soportes (CDs, DVD…).
- Tests psicológicos y educativos: la Docimoteca alberga los test psicológicos y educativos, así como algunos programas de intervención psicológica y pedagógica que incluyen material no librario.

#### Colección de depósito
- Monografías y publicaciones periódicas retrospectivas.

#### Patrimonio Bibliográfico: Fondo Antiguo e Histórico
- Incunables.
- Impresos anteriores a 1830 (Fondo Antiguo).
- Impresos producidos entre 1831-1900 (Fondo Histórico); 1831-1939 (Fondo Histórico Vasco).
- Biblioteca Digital Loyola: Repositorio digital con acceso al texto completo del patrimonio bibliográfico de la Biblioteca Universitaria de Deusto y del Santuario de Loyola.